# Distretto di Carmen de la Legua-Reynoso
Il distretto di Carmen de la Legua-Reynoso è uno dei sette distretti della provincia costituzionale di Callao (che coincide con l'omonima regione), in Perù. Istituito il 4 dicembre 1964, si estende su una superficie di 2,12 chilometri quadrati.

Ha per capitale la città di Carmen de la Legua-Reynoso e contava 40.439 abitanti nel censimento del 2005.